# Fassmer SV 24
Fassmer SV 24 ist die Werftbezeichnung einer Baureihe von Vermessungsschiffen der Fassmer-Werft in Berne. Von dem Typ wurden zwei Einheiten für die Wasserstraßen- und Schifffahrtsverwaltung des Bundes gebaut.

## Geschichte
Die Schiffe wurden von der Fachstelle Maschinenwesen Nord bestellt und auf der Fassmer-Werft in Berne/Motzen gebaut. Der Rumpf der Baltic wurde von Metal Investment in Polen (Baunummer MI/001/01) zugeliefert.

## Technische Daten und Ausstattung
Die Schiffe werden von zwei Sechszylinder-Viertakt-Dieselmotoren des Herstellers MTU Friedrichshafen (Typ: 6R183) mit jeweils 275 kW Leistung angetrieben. Die Motoren wirken über Untersetzungsgetriebe auf zwei Festpropeller. Die Schiffe erreichen damit eine Geschwindigkeit von rund 12 kn. Die Wedel ist mit einem mit 80 kW Leistung angetriebenen Bugstrahlruder ausgerüstet. Für die Stromversorgung stehen zwei von MTU-Dieselmotoren angetriebene Generatoren mit jeweils 38 kVA Scheinleistung zur Verfügung.
Auf dem 45 m² großen, offenen Achterdeck befindet sich ein Hydraulikkran, der unter anderem für das Aussetzen des mitgeführten Beibootes sowie für das Setzen und Einholen von Fahrwassertonnen genutzt werden kann. Der Kran kann 790 kg heben, die Auslage beträgt maximal 10,25 m. Unter dem Achterdeck befindet sich der Maschinenraum.
Die Schiffe sind unter anderem mit einem Fächerlotsystem und einem Linienpeilsystem ausgerüstet. Das ursprüngliche Fächerlotsystem wurde Mitte der 2010er-Jahre durch den Typ EM2040C von Kongsberg Maritime ersetzt. Weiterhin stehen ein Bewegungssensor und eine Wasserschallgeschwindigkeitssonde sowie ein satellitengestütztes Ortungssystem (Differential GPS) zur Verfügung.
Die Schiffe haben eine Reichweite von rund 620 Seemeilen.

## Schiffe
| Fassmer SV 24 | Fassmer SV 24 | Fassmer SV 24 | Fassmer SV 24                            |
| Bauname       | Baunummer     | IMO-Nummer    | Kiellegung Stapellauf Ablieferung        |
| ------------- | ------------- | ------------- | ---------------------------------------- |
| Baltic        | 00/1/1915     | 8779205       | 14. Juli 2001 1. Februar 2002 Juni 2002  |
| Wedel         | 05/1/2070     | 8779346       | 5. Juni 2006 13. März 2007 29. März 2007 |

Die Baltic wurde für das damalige Wasser- und Schifffahrtsamt Stralsund gebaut. Sie ist dem Wasserstraßen- und Schifffahrtsamt Ostsee unterstellt. Das Schiff wird für Fahrwasservermessungen und gewässerkundliche Peilungen im Amtsbereich des Wasserstraßen- und Schifffahrtsamtes Ostsee zwischen der dänischen Grenze im Norden und der polnischen Grenze im Osten eingesetzt.
Die Wedel wurde für das damalige Wasser- und Schiffahrtsamt Hamburg gebaut. Die Baukosten beliefen sich auf 3,4 Mio. Euro. Das Schiff ist dem Wasserstraßen- und Schifffahrtsamt Elbe-Nordsee unterstellt. Das nach der Stadt Wedel benannte Schiff wurde am 9. Mai 2007 im Tonnenhafen des Bauhofs Wedel am Außenbezirk Wedel des damaligen Wasser- und Schifffahrtsamtes Hamburg getauft. Taufpatin war die Stadtpräsidentin Wedels, Sabine Lüchau. Das Schiff, das weitestgehend der 2002 gebauten Baltic entspricht, ersetzte das Anfang der 1960er-Jahre gebaute Peilschiff Biene und das 1994 gebaute Peilboot Niederelbe.
Das im Tonnenhafen des Wasserstraßen- und Schifffahrtsamtes Elbe-Nordsee in Wedel stationierte Schiff wird auf der Unter- und Außenelbe sowie im Nord-Ostsee-Kanal für Fahrwasserpeilungen und gewässerkundliche Messungen, z. B. zur Strömungsgeschwindigkeit, eingesetzt.